# Catherine Arlove
Catherine Marie Joelle "Cath" Arlove (ur. 5 lutego 1971) – australijska judoczka i zapaśniczka. Trzykrotna olimpijka. W judo zajęła piąte miejsce w Atenach 2004, osiemnaste w Pekinie 2008 i odpadła w eliminacjach w Sydney 2000. Walczyła w wadze średniej i półśredniej.
Uczestniczka mistrzostw świata w 1999 i 2005. Startowała w Pucharze Świata w 1995, 1997 i 2000. Piąta na igrzyskach Wspólnoty Narodów w 2002. Brązowa medalistka igrzysk Azji Wschodniej w 2001. Zdobyła dziewięć medali mistrzostw Oceanii w latach 1994 - 2008. Mistrzyni Australii w latach 1994, 1996, 1998-2002 i 2004.
W zapasach zajęła ósme miejsce na mistrzostwach świata w 1998. Złota medalistka mistrzostw Oceanii w 1996. Piąta na igrzyskach Wschodniej Azji w 2001 roku.

## Letnie Igrzyska Olimpijskie 2000
| Konkurencja | Eliminacje                   | Klas. końcowa |
| Konkurencja | Przeciwnik I                 | Miejsce       |
| ----------- | ---------------------------- | ------------- |
| 70 kg       | Sandra Atsuko Bacher (USA) P | 1 runda       |

## Letnie Igrzyska Olimpijskie 2004
| Konkurencja | Eliminacje               | Eliminacje          | Finały             | Finały             | Klas. końcowa |
| Konkurencja | Przeciwnik I             | 1/4                 | 1/2                | o 3. miejsce       | Miejsce       |
| ----------- | ------------------------ | ------------------- | ------------------ | ------------------ | ------------- |
| 70 kg       | Andrea Pažoutová (CZE) Z | Kim Ryon-mi (PRK) Z | Masae Ueno (JPN) P | Qin Dongya (CHN) P | 5.            |

## Letnie Igrzyska Olimpijskie 2008
| Konkurencja | Eliminacje               | Klas. końcowa |
| Konkurencja | Przeciwnik I             | Miejsce       |
| ----------- | ------------------------ | ------------- |
| 63 kg       | Daniela Krukower (ARG) P | 18.           |